# De lachende derde
De lachende derde is het derde album van de Nederlandse rapformatie De Jeugd van Tegenwoordig. Het album verscheen op 26 november 2010.

## Tracklist
| Nr. | Titel                    | Lengte |
| --- | ------------------------ | ------ |
| 1   | Zo volwassen, zo beleefd | 4:06   |
| 2   | Sexy beesten             | 4:21   |
| 3   | Sterrenstof              | 3:48   |
| 4   | Elektrotechnique         | 2:49   |
| 5   | Vijf sterren abbo        | 1:41   |
| 6   | Hengel at a Bitch        | 2:59   |
| 7   | Huilend naar de club     | 5:26   |
| 8   | Zilt                     | 2:52   |
| 9   | Get Spanish              | 3:37   |
| 10  | Party:15                 | 1:42   |
| 11  | Aldiedingen              | 4:39   |
| 12  | De broer van Edwin       | 3:41   |
| 13  | Pappa is thuis           | 3:01   |
| 14  | Stay Black               | 1:54   |
| 15  | Tante Lien               | 5:23   |

## De Lachende Derde - The Gold Edition
uitgebracht in december 2011 als dubbel CD

### Tracklist
| Nr. | Titel                    | Lengte |
| --- | ------------------------ | ------ |
| 1   | Zo volwassen, zo beleefd | 4:06   |
| 2   | Sexy beesten             | 4:21   |
| 3   | Sterrenstof              | 3:48   |
| 4   | Elektrotechnique         | 2:49   |
| 5   | Vijf sterren abbo        | 1:41   |
| 6   | Hengel at a Bitch        | 2:59   |
| 7   | Huilend naar de club     | 5:26   |
| 8   | Zilt                     | 2:52   |
| 9   | Get Spanish              | 3:37   |
| 10  | Party:15                 | 1:42   |
| 11  | Aldiedingen              | 4:39   |
| 12  | De broer van Edwin       | 3:41   |
| 13  | Pappa is thuis           | 3:01   |
| 14  | Stay Black               | 1:54   |
| 15  | Tante Lien               | 5:23   |

### Tracklist CD2
| Nr. | Titel                                             | Lengte |
| --- | ------------------------------------------------- | ------ |
| 1   | Hoed rits                                         | 1:02   |
| 2   | Get Spanish (Seymour Bits' Spaans Benauwd Remix)  | 4:22   |
| 3   | The Big Smurfout                                  | 3:24   |
| 4   | Schnitzeltown                                     | 1:20   |
| 5   | Sexy beesten (Dirt Machine Remix)                 | 4:53   |
| 6   | Wij zijn vuilnis man                              | 3:49   |
| 7   | Vlammetjes                                        | 1:30   |
| 8   | Hot Hot Hot                                       | 3:39   |
| 9   | Pappa is thuis (Chopped N' Screwed By Meszahline) | 3:58   |
| 10  | Sterrenstof (Rimer London 2011 Remix)             | 4:47   |

## Hitnoteringen

### NederlandseAlbum Top 100
| Hitnotering: 04-12-2010 t/m 28-05-2011 | Hitnotering: 04-12-2010 t/m 28-05-2011 | Hitnotering: 04-12-2010 t/m 28-05-2011 | Hitnotering: 04-12-2010 t/m 28-05-2011 | Hitnotering: 04-12-2010 t/m 28-05-2011 | Hitnotering: 04-12-2010 t/m 28-05-2011 | Hitnotering: 04-12-2010 t/m 28-05-2011 | Hitnotering: 04-12-2010 t/m 28-05-2011 | Hitnotering: 04-12-2010 t/m 28-05-2011 | Hitnotering: 04-12-2010 t/m 28-05-2011 | Hitnotering: 04-12-2010 t/m 28-05-2011 | Hitnotering: 04-12-2010 t/m 28-05-2011 | Hitnotering: 04-12-2010 t/m 28-05-2011 | Hitnotering: 04-12-2010 t/m 28-05-2011 | Hitnotering: 04-12-2010 t/m 28-05-2011 |
| Week:                                  | 1                                      | 2                                      | 3                                      | 4                                      | 5                                      | 6                                      | 7                                      | 8                                      | 9                                      | 10                                     | 11                                     | 12                                     | 13                                     | 14                                     |
| -------------------------------------- | -------------------------------------- | -------------------------------------- | -------------------------------------- | -------------------------------------- | -------------------------------------- | -------------------------------------- | -------------------------------------- | -------------------------------------- | -------------------------------------- | -------------------------------------- | -------------------------------------- | -------------------------------------- | -------------------------------------- | -------------------------------------- |
| Positie:                               | 6                                      | 11                                     | 17                                     | 24                                     | 23                                     | 24                                     | 16                                     | 21                                     | 29                                     | 32                                     | 25                                     | 35                                     | 34                                     | 30                                     |
| Week:                                  | 15                                     | 16                                     | 17                                     | 18                                     | 19                                     | 20                                     | 21                                     | 22                                     | 23                                     | 24                                     | 25                                     | 26                                     |                                        |                                        |
| Positie:                               | 41                                     | 54                                     | 60                                     | 67                                     | 69                                     | 70                                     | 57                                     | 58                                     | 55                                     | 46                                     | 52                                     | 97                                     | uit                                    |                                        |

### VlaamseUltratop 100Albums
| Hitnotering: (Week 1 t/m 13) 04-12-2010 t/m 26-02-2011 Hitnotering: (Week 14) 26-03-2011 Hitnotering: (Week 15 t/m 16) 21-05-2011 t/m 28-05-2011 | Hitnotering: (Week 1 t/m 13) 04-12-2010 t/m 26-02-2011 Hitnotering: (Week 14) 26-03-2011 Hitnotering: (Week 15 t/m 16) 21-05-2011 t/m 28-05-2011 | Hitnotering: (Week 1 t/m 13) 04-12-2010 t/m 26-02-2011 Hitnotering: (Week 14) 26-03-2011 Hitnotering: (Week 15 t/m 16) 21-05-2011 t/m 28-05-2011 | Hitnotering: (Week 1 t/m 13) 04-12-2010 t/m 26-02-2011 Hitnotering: (Week 14) 26-03-2011 Hitnotering: (Week 15 t/m 16) 21-05-2011 t/m 28-05-2011 | Hitnotering: (Week 1 t/m 13) 04-12-2010 t/m 26-02-2011 Hitnotering: (Week 14) 26-03-2011 Hitnotering: (Week 15 t/m 16) 21-05-2011 t/m 28-05-2011 | Hitnotering: (Week 1 t/m 13) 04-12-2010 t/m 26-02-2011 Hitnotering: (Week 14) 26-03-2011 Hitnotering: (Week 15 t/m 16) 21-05-2011 t/m 28-05-2011 | Hitnotering: (Week 1 t/m 13) 04-12-2010 t/m 26-02-2011 Hitnotering: (Week 14) 26-03-2011 Hitnotering: (Week 15 t/m 16) 21-05-2011 t/m 28-05-2011 | Hitnotering: (Week 1 t/m 13) 04-12-2010 t/m 26-02-2011 Hitnotering: (Week 14) 26-03-2011 Hitnotering: (Week 15 t/m 16) 21-05-2011 t/m 28-05-2011 | Hitnotering: (Week 1 t/m 13) 04-12-2010 t/m 26-02-2011 Hitnotering: (Week 14) 26-03-2011 Hitnotering: (Week 15 t/m 16) 21-05-2011 t/m 28-05-2011 | Hitnotering: (Week 1 t/m 13) 04-12-2010 t/m 26-02-2011 Hitnotering: (Week 14) 26-03-2011 Hitnotering: (Week 15 t/m 16) 21-05-2011 t/m 28-05-2011 | Hitnotering: (Week 1 t/m 13) 04-12-2010 t/m 26-02-2011 Hitnotering: (Week 14) 26-03-2011 Hitnotering: (Week 15 t/m 16) 21-05-2011 t/m 28-05-2011 | Hitnotering: (Week 1 t/m 13) 04-12-2010 t/m 26-02-2011 Hitnotering: (Week 14) 26-03-2011 Hitnotering: (Week 15 t/m 16) 21-05-2011 t/m 28-05-2011 | Hitnotering: (Week 1 t/m 13) 04-12-2010 t/m 26-02-2011 Hitnotering: (Week 14) 26-03-2011 Hitnotering: (Week 15 t/m 16) 21-05-2011 t/m 28-05-2011 | Hitnotering: (Week 1 t/m 13) 04-12-2010 t/m 26-02-2011 Hitnotering: (Week 14) 26-03-2011 Hitnotering: (Week 15 t/m 16) 21-05-2011 t/m 28-05-2011 | Hitnotering: (Week 1 t/m 13) 04-12-2010 t/m 26-02-2011 Hitnotering: (Week 14) 26-03-2011 Hitnotering: (Week 15 t/m 16) 21-05-2011 t/m 28-05-2011 | Hitnotering: (Week 1 t/m 13) 04-12-2010 t/m 26-02-2011 Hitnotering: (Week 14) 26-03-2011 Hitnotering: (Week 15 t/m 16) 21-05-2011 t/m 28-05-2011 | Hitnotering: (Week 1 t/m 13) 04-12-2010 t/m 26-02-2011 Hitnotering: (Week 14) 26-03-2011 Hitnotering: (Week 15 t/m 16) 21-05-2011 t/m 28-05-2011 | Hitnotering: (Week 1 t/m 13) 04-12-2010 t/m 26-02-2011 Hitnotering: (Week 14) 26-03-2011 Hitnotering: (Week 15 t/m 16) 21-05-2011 t/m 28-05-2011 | Hitnotering: (Week 1 t/m 13) 04-12-2010 t/m 26-02-2011 Hitnotering: (Week 14) 26-03-2011 Hitnotering: (Week 15 t/m 16) 21-05-2011 t/m 28-05-2011 | Hitnotering: (Week 1 t/m 13) 04-12-2010 t/m 26-02-2011 Hitnotering: (Week 14) 26-03-2011 Hitnotering: (Week 15 t/m 16) 21-05-2011 t/m 28-05-2011 |
| Week: | 1 | 2 | 3 | 4 | 5 | 6 | 7 | 8 | 9 | 10 | 11 | 12 | 13 | | 14 | | 15 | 16 | |
| --- | --- | --- | --- | --- | --- | --- | --- | --- | --- | --- | --- | --- | --- | --- | --- | --- | --- | --- | --- |
| Positie: | 24 | 33 | 48 | 59 | 52 | 57 | 53 | 62 | 53 | 57 | 68 | 86 | 80 | uit | 100 | uit | 96 | 95 | uit |

### Clips
- 2010
  - Sterrenstof
  - Huilend naar de club
- 2011
  - Elektrotechnique
  - Get Spanish
  - Pappa is thuis